# Gustave-Hermann d'Alvensleben
Gustave-Hermann d'Alvensleben (né le 17 janvier 1827 à Rathenow et mort le 1er février 1905 à Möckmühl) est un général de cavalerie prussien.

## Biographie

### Origine
Gustav Hermann est issu de la famille noble bas-allemande d'Alvensleben. Il est le second fils du général de cavalerie prussien Gebhard-Charles-Ludolf d'Alvensleben et de sa femme Eugenia, née von Oppell.

### Carrière militaire
Alvensleben fait ses études dans les écoles de cadets de Potsdam et de Berlin. Il s'engage le 4 juillet 1844 comme sous-lieutenant au 6e régiment de cuirassiers de l'armée prussienne. D'octobre 1852 à juillet 1855, il étudie à l'école générale de guerre.

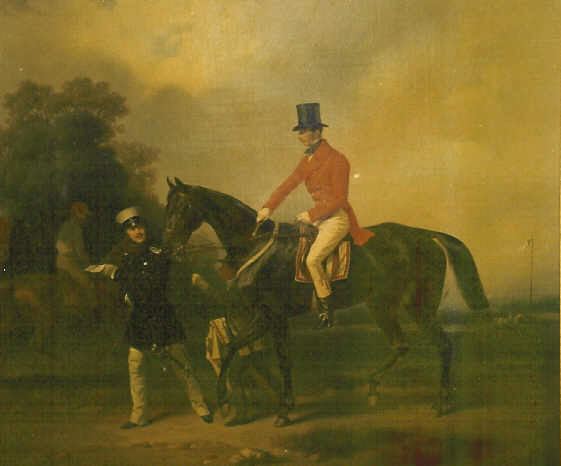
Gustave-Hermann d'Alvensleben sur Brin d'Amour, peinture de Franz Krüger

Dès son plus jeune âge, il est un pilote de course bien connu et couronné de succès. Le 1er juin 1862, en tant que Rittmeister sur le hongre Cocktail, il remporte la première course de chasse de l'armée prussienne pour le prix d'honneur du roi sur le nouveau parcours d'obstacles de Karlshorst. Franz Krüger le peint sur son cheval Brin d'Amour vers 1855.
Pendant la guerre contre le Danemark en 1864, Alvensleben est major dans l'état-major général de la division d'infanterie de la garde et participe aux batailles de Klein-Rheida, Koograben, Kolding et Fridericia ainsi qu'au siège et à la prise de la redoute de Düppel. Lors de la guerre contre l'Autriche en 1866, il combat avec le corps de cavalerie de la 1re armée à Münchengrätz, Gitschin et Sadowa. Après la fin de la guerre, Alvensleben est brièvement transféré au Grand État-Major et affecté au gouvernement du royaume de Saxe. Le 30 octobre 1866, il reçoit sa nomination comme commandant du 15e régiment d'uhlans. Dans cette position, Alvensleben est promu lieutenant-colonel le 31 décembre 1866 par brevet du 30 octobre 1866 et colonel le 26 juillet 1870. Alvensleben dirige son régiment en 1870/71 dans la guerre contre la France dans les batailles de Borny-Colombey, Mars-la-Tour et Saint-Privat. Pour ses réalisations, il reçoit la croix de fer dans les deux classes et le 28 février 1871 l'ordre Pour le Mérite.
Le 12 avril 1873, il est placé à la suite de son régiment et nommé commandant de la 19e brigade de cavalerie. L'année suivante, le 2 mai, il est promu au rang de major général. En 1880, Alvensleben devient lieutenant général et commandant de la 10e division d'infanterie, en 1886 général de cavalerie et général commandant du 13e corps d'armée. En 1890, il est relevé de son commandement dans le Wurtemberg et transféré aux officiers de l'armée. Guillaume II rend hommage à ses nombreuses années de service le 28 octobre 1890 avec l'attribution de l'ordre de l'Aigle noir. Le roi de Wurtemberg lui décerne la Grand-Croix de l'ordre du Mérite militaire un jour plus tard. Le 24 janvier 1891, Alvensleben est mis à la retraite avec pension.
Alvensleben est copropriétaire du manoir de Woltersdorf (de) près de Magdebourg, qui doit cependant être vendu en 1881 en raison de dettes qui proviennent encore des guerres d'indépendance. Son frère est le chef forestier Gebhard-Nicolas d'Alvensleben.

### Famille
En 1887, il se marie avec Gabriele baronne von Berlichingen (de), âgée de dix-huit ans, de Jagsthausen. Deux enfants naissent de ce mariage : Achaz (1888-1976) et Oda (1889-1924), qui se marie avec l'avocat suisse Paul Arni. En 1902, Alvensleben acquiert le château de Möckmühl (de) (Wurtemberg) non loin de Jagsthausen, dit "Götzenburg", le reconstruit, y élit domicile et y meurt le 1er février 1905.